# Nesploy
Nesploy ist eine französische Gemeinde mit 368 Einwohnern (Stand: 1. Januar 2022) im Département Loiret in der Region Centre-Val de Loire. Sie ist Teil des Kantons Lorris im Arrondissement Montargis. Die Einwohner werden Nesployois genannt.

## Geographie
Nesploy liegt etwa 50 Kilometer ostnordöstlich von Orléans. Hier entspringt die Bezonde. Umgeben wird Nesploy von den Nachbargemeinden Boiscommun im Norden, Montliard im Nordosten, Quiers-sur-Bézonde im Osten, Bellegarde im Südosten, Sury-aux-Bois im Süden sowie Nibelle im Westen.

## Bevölkerungsentwicklung
| 1962                       | 1968 | 1975 | 1982 | 1990 | 1999 | 2006 | 2018 |
| -------------------------- | ---- | ---- | ---- | ---- | ---- | ---- | ---- |
| 246                        | 233  | 223  | 218  | 195  | 298  | 358  | 363  |
| Quellen: Cassini und INSEE |      |      |      |      |      |      |      |

## Sehenswürdigkeiten

Kirche Saint-Martin

- Kirche Saint-Martin